# ПМК (посёлок)
ПМК — посёлок в Ярцевском районе Смоленской области России. Входит в состав Капыревщинского сельского поселения. Население — 288 жителей (2007 год).
Расположен в северной части области в 17 км к северо-востоку от Ярцева, в 12 км севернее автодороги М1 «Беларусь». В 14 км юго-восточнее посёлка расположена железнодорожная станция Свищёво на линии Москва — Минск.

## История
В годы Великой Отечественной войны посёлок был оккупирован гитлеровскими войсками в июле 1941 года, освобожден в сентябре 1943 года.